# 缸顾乡
缸顾乡，是中华人民共和国江苏省泰州市兴化市下辖的一个乡镇级行政单位。

## 行政区划
缸顾乡下辖以下地区：
缸顾村、房石水村、瞿冯村、东罗村、万旺村、东旺村、夏广村和仲家村。